# Adobes
Adobes ist ein Ort und eine Gemeinde (municipio) mit 28 Einwohnern (Stand: 2024) im Osten der Provinz Guadalajara in der Autonomen Gemeinschaft Kastilien-La Mancha in Zentralspanien.

## Lage und Klima
Adobes liegt im Iberischen Gebirge in einer Höhe von 1385 m. Die Entfernung zur westsüdwestlich gelegenen Provinzhauptstadt Guadalajara beträgt ca. 110 Kilometer (Fahrtstrecke). Das Klima ist warm und gemäßigt; der Jahresgesamtniederschlag beträgt 585 mm.

## Bevölkerungsentwicklung
| Jahr      | 1960 | 1970 | 1981 | 1991 | 2001 | 2011 | 2021 |
| Einwohner | 275  | 112  | 39   | 43   | 51   | 52   | 32   |

## Sehenswürdigkeiten
- Christinenkirche